# Epidendrum posadarum
Epidendrum posadarum är en orkidéart som beskrevs av Eric Hágsater. Epidendrum posadarum ingår i släktet Epidendrum och familjen orkidéer.
Artens utbredningsområde är Colombia. Inga underarter finns listade i Catalogue of Life.